# Société de développement des forêts
La société de développement des forêts, également appelée SODEFOR, est une société d'État ivoirienne, créée le 15 septembre 1966 et rattachée au ministère des eaux et forêts et au ministère de l'économie et des finances. Elle a vocation à s'occuper de l'entretien, de l'expansion et de la valorisation des forêts placées sous sa responsabilité.

## Mission
La mission de la Sodefor est de participer à l'élaboration et à la mise en œuvre de la politique environnementale du gouvernement. Cela consiste en l'enrichissement et la valorisation du patrimoine forestier national, au développement de la production forestière, à la valorisation des produits issus des forêts et à la sauvegarde des zones forestières et de leurs écosystèmes.
La Sodefor a la responsabilité de la gestion et de l'équipement des forêts classées et des terres domaniales qui lui sont confiées par l'administration forestière aux termes de conventions générales ou particulières. Elle est également censée concevoir et mettre en œuvre des modèles de gestion aptes à permettre l'exécution du plan directeur forestier ivoirien, voté en 1988, faire exécuter tous les travaux relatifs à l'entretien et participer activement à la restauration, au reboisement et à la surveillance des domaines forestiers.
En 2012, la Sodefor gère 231 forêts classées, pour une superficie globale de plus 4 millions d'hectares répartis sur l'ensemble du territoire national.

## Mauvaise gestion et corruption
Depuis l'indépendance du pays, les forêts de Côte d'Ivoire se sont fortement dégradées. La gestion du patrimoine forestier s'est faite la plupart du temps en dehors de tout contexte légal, si bien que, sur les 231 forêts classées représentant plus de 4 millions d'hectares, près de 50 % de cette superficie serait occupée illégalement par des agriculteurs.
Sur le terrain, de nombreuses sociétés exploitent des forêts classées en dehors de toute légalité. La Société allemande de coopération internationale, jadis partenaire de Sodefor, souligne plusieurs autorisations d'exploitation douteuses accordées en 2008 et 2009. La décennie de crise politico-militaire ayant partitionné le pays jusqu'en avril 2011, les forêts du nord du pays n'ont pu être surveillées et ont été déforestées. Certains comzones, tels que Zacharia Koné, sont connus pour leur implication dans le trafic illégal de bois dans le nord du pays.

## Réforme et campagne de reforestation
À la suite d'un audit complet ordonné par Alassane Ouattara, un rapport des états généraux de la forêt rendu public en novembre 2011 a révélé que les agents forestiers « oubliaient » de collecter plus de 50 % des taxes dues. Plusieurs milliards de francs CFA de pots-de-vin ont été versés et ont alimenté le marché parallèle. Depuis, la Sodefor a entrepris, d'assainir le secteur forestier, de réprimer les activités illégales en forêt et lance une importante campagne nationale de reboisement.